# لامبرتوس دودس
لامبرتوس دودس (انگلیسی: Lambertus Doedes; ۴ ژوئیهٔ ۱۸۷۸ – ۱۷ مهٔ ۱۹۵۵) قایقران قایق بادبانی اهل پادشاهی هلند بود.